# Passer rufocinctus
Il passero rossiccio del Kenya (Passer rufocinctus Finsch & Reichenow, 1884) è un uccello passeriforme appartenente alla famiglia Passeridae, diffuso in Africa orientale.

## Descrizione
Il passero rossiccio del Kenya è un uccello principalmente arboricolo. I maschi adulti in genere hanno un ventre grigio metallizzato con qualche sfumatura verdastra, la testa, grigia da un lato, presenta una striscia rossa all' altezza della nuca. La gola di solito è nera mentre le ali sono verdi e contornate da piccole strisce nere. Negli esemplari appena nati la chiazza nera vicino agli occhi compare circa a cinque mesi di vita. Il becco è appuntito ed è utile per scavare nel terreno.

## Distribuzione e habitat
L'areale comprende il Kenya e la Tanzania.

## Riproduzione
I maschi, più grandi delle femmine, sfoggiano ciuffi alti e variopinti che rilasciano feromoni dall'odore pungente. Essi, nella stagione riproduttiva, si scontrano più volte per ottenere il diritto ad accoppiarsi. Il maschio e la femmina arrivano ad accoppiarsi fino a 15 volte al giorno. La femmina, fecondata, deporrà circa 8 uova, spesso predate da rapaci e babbuini.

## Conservazione
La IUCN Red List classifica P. rufocinctus come specie a basso rischio di estinzione (Least Concern).